# Purbeck
Purbeck este un district ne-metropolitan situat în Regatul Unit, în comitatul Dorset din regiunea South West, Anglia.

## Orașe din cadrul districtului
- Swanage
- Wareham